# Aleksandr Yagubkin
Aleksandr Yagubkin est un boxeur ukrainien  né le 25 mars 1961 à Donetsk en RSS d'Ukraine et mort le 7 août 2013.

## Carrière
Champion du monde de boxe amateur à Munich en 1982 dans la catégorie poids lourds, sa carrière amateur est également marquée par trois titres européens consécutifs à Tampere en 1981, Varna en 1983 et à Budapest en 1985.